# Играки
Игра́ки (чаграки, уграки) — кочевое тюркское племя, проживавшее в Семиречье во времена Средневековья до монгольского нашествия.
Первое упоминание о племени в письменных источниках относится к VIII веку. Наиболее подробные сведения встречаются в труде Махмуда аль-Кашгари «Диван лугат ат-турк», где упоминаются под названием «играки». По сообщению учёного, играки населяли верхнее и нижнее течение реки Или, а их соседями были ягма и жарукамы. Аль-Кашгари отмечает, что язык племени относится к тюркским, и приводит текст народной поэмы из 118 строк, в которой играки изображены воинственным народом, живущим на богатых землях и занимающимся скотоводством.
Хорезмийские источники используют этноним «уграки» при упоминаниях о представителях племени на службе Хорезма.
Под названием «чаграки» племя упоминается в источниках по истории огузов (в том числе туркмен), где также утверждается, что чаграки служили в армии Хорезма. Название «чаграк», наряду с «чагыр» и «шаграй», встречается и в казахских источниках, где также отмечается, что представители племени были голубоглазыми.
Племя под названием «чаграки» упоминается в романе Пиримкула Кадырова «Бабур», посвящённом среднеазиатскому правителю первой половины XV века.